# 오스틴 아이스 배츠
| 오스틴 아이스 배츠      |                                     |
| 콘퍼런스                | 서던 콘퍼런스 (2007년~2008년)       |
| 디비전                  | 사우스이스트 디비전 (2001년~2007년) |
| 설립연도                | 1996년 2001년(CHL 가입)             |
| 해체연도                | 2008년                              |
| 역사                    | 오스틴 아이스 배츠 (1996년~2008년)  |
| 경기장                  | 채퍼랠 아이스                       |
| 연고지                  | 텍사스주 오스틴                     |
| 상징색                  | 파랑, 하양, 노랑                    |
| 정규시즌 우승           | -                                   |
| 콘퍼런스 우승           | -                                   |
| 디비전 우승             | -                                   |
| 레이 미론 프레지던트 컵 | -                                   |
| 영구 결번               | -                                   |

오스틴 아이스 배츠(Austin Ice Bats)는 미국 텍사스주 오스틴을 연고지로 하는 2001년부터 2008년까지 CHL 소속 아이스 하키팀이 있었다.

## 역대 홈경기장
| 경기장             | 사용기간      | 수용인원 | 장소            | 비고 |
| ------------------ | ------------- | -------- | --------------- | ---- |
| 오스틴 아이스 배츠 |               |          |                 |      |
| 루이데케 아레나    | 1996년~2006년 | 6,500명  | 텍사스주 오스틴 | 빈칸 |
| 채퍼랠 아이스      | 2006년~2008년 | 500명    | 텍사스주 오스틴 | 빈칸 |